# La Ferrière (Isère)
La Ferrière is een plaats en voormalige gemeente in het Franse departement Isère in de regio Auvergne-Rhône-Alpes en telt 222 inwoners (2004). De plaats maakt deel uit van het arrondissement Grenoble.

## Geschiedenis
La Ferrière is op 1 januari 2019 gefuseerd met de gemeente Pinsot tot de gemeente Le Haut-Bréda. 

## Geografie
De oppervlakte van La Ferrière bedraagt 47,8 km², de bevolkingsdichtheid is 4,6 inwoners per km².
De onderstaande kaart toont de ligging van La Ferrière (Isère) met de belangrijkste infrastructuur en aangrenzende gemeenten.

## Demografie
Onderstaande figuur toont het verloop van het inwonertal.